# Liste de records masculins de victoires en cyclisme
Voici la liste des records de victoires par compétition :

## Cyclisme sur route

### Grands tours
| Compétition    | Victoires | Détenteur(s) du record                                       |
| -------------- | --------- | ------------------------------------------------------------ |
| Tour de France | 5         | Jacques Anquetil Eddy Merckx Bernard Hinault Miguel Indurain |
| Tour d'Italie  | 5         | Alfredo Binda Fausto Coppi Eddy Merckx                       |
| Tour d'Espagne | 4         | Roberto Heras Primož Roglič                                  |

### Autrescourses à étapes
| Compétition                  | Victoires | Détenteur(s) du record                                              |
| ---------------------------- | --------- | ------------------------------------------------------------------- |
| Paris-Nice                   | 7         | Sean Kelly                                                          |
| Tirreno-Adriatico            | 6         | Roger De Vlaeminck                                                  |
| Tour du Pays basque          | 4         | José Antonio González Linares Alberto Contador                      |
| Tour de Romandie             | 3         | Stephen Roche                                                       |
| Tour de Catalogne            | 7         | Mariano Cañardo                                                     |
| Critérium du Dauphiné libéré | 3         | Nello Lauredi Luis Ocaña Bernard Hinault Charly Mottet Chris Froome |
| Tour de Suisse               | 4         | Pasquale Fornara                                                    |

### Monuments
| Compétition          | Victoires | Détenteur(s) du record                                                                                              |
| -------------------- | --------- | --- |
| Milan-San Remo       | 7         | Eddy Merckx |
| Tour des Flandres    | 3         | Achiel Buysse - Fiorenzo Magni - Eric Leman - Johan Museeuw - Tom Boonen - Fabian Cancellara - Mathieu van der Poel |
| Paris-Roubaix        | 4         | Roger De Vlaeminck - Tom Boonen                                                                                     |
| Liège-Bastogne-Liège | 5         | Eddy Merckx |
| Tour de Lombardie    | 5         | Fausto Coppi |

### Autresclassiques
| Compétition                  | Victoires | Détenteur du record                                                                                          |
| ---------------------------- | --------- | --- |
| Strade Bianche               | 3         | Fabian Cancellara - Tadej Pogačar                                                                            |
| Circuit Het Nieuwsblad       | 3         | Ernest Sterckx - Joseph Bruyère - Peter Van Petegem                                                          |
| Kuurne-Bruxelles-Kuurne      | 3         | Tom Boonen                                                                                                   |
| Grand Prix E3                | 5         | Tom Boonen                                                                                                   |
| Gand-Wevelgem                | 3         | Robert Van Eenaeme - Rik Van Looy - Eddy Merckx - Mario Cipollini - Tom Boonen - Peter Sagan - Mads Pedersen |
| À travers les Flandres       | 2         | 14 cyclistes                                                                                                 |
| Flèche brabançonne           | 4         | Edwig Van Hooydonck                                                                                          |
| Amstel Gold Race             | 5         | Jan Raas |
| Flèche wallonne              | 5         | Alejandro Valverde                                                                                           |
| Classique de Saint-Sébastien | 3         | Marino Lejarreta - Remco Evenepoel                                                                           |
| Cyclassics Hamburg           | 3         | Elia Viviani                                                                                                 |
| Bretagne Classic             | 2         | 10 cyclistes                                                                                                 |
| Paris-Tours                  | 3         | Gustave Danneels - Paul Maye - Guido Reybrouck - Erik Zabel                                                  |
| Chrono des Nations (CLM)     | 4         | Pascal Lance                                                                                                 |

### Semi-classiques
| Compétition              | Victoires | Détenteur(s) du record                     |
| ------------------------ | --------- | ------------------------------------------ |
| GP de l'Escaut           | 5         | Marcel Kittel                              |
| Paris-Bruxelles          | 5         | Robbie McEwen                              |
| Championnat des Flandres | 4         | Niko Eeckhout                              |
| Trois vallées varésines  | 4         | Gianni Motta - Giuseppe Saronni            |
| Milan-Turin              | 5         | Costante Girardengo                        |
| Tour d'Émilie            | 5         | Costante Girardengo                        |
| Grand Prix de Fourmies   | 3         | Albert Barthélémy - Jean-Luc Vandenbroucke |
| Boucles de l'Aulne       | 4         | Bernard Hinault                            |

### Grandes courses disparues
| Compétition                         | Victoires | Détenteur du record  |
| ----------------------------------- | --------- | -------------------- |
| Grand Prix des Nations (CLM)        | 9         | Jacques Anquetil     |
| Bordeaux-Paris                      | 7         | Herman Van Springel  |
| Grand Prix du Midi libre (à étapes) | 4         | Jean-René Bernaudeau |
| Championnat de Zurich               | 6         | Henri Suter          |

### Classements mondiaux de fin de saison
| Compétition                             | Victoires | Détenteur du record           |
| --------------------------------------- | --------- | ----------------------------- |
| Challenge Desgrange-Colombo (1948-1958) | 3         | Ferdi Kübler - Fred De Bruyne |
| Super-Prestige Pernod (1959-1987)       | 7         | Eddy Merckx                   |
| Classement UCI (1984-2004)              | 5         | Sean Kelly                    |
| Coupe du monde (1989-2004)              | 3         | Paolo Bettini                 |
| UCI Pro Tour/UCI World Tour (2005-2018) | 4         | Alejandro Valverde            |
| Classement mondial UCI (2016-en cours)  | 4         | Tadej Pogačar                 |

### Championnats internationaux
| Compétition                             | Victoires | Détenteur du record                                                            |
| --------------------------------------- | --------- | ------------------------------------------------------------------------------ |
| Championnat du monde (course en ligne)  | 3         | Alfredo Binda - Rik Van Steenbergen - Eddy Merckx - Óscar Freire - Peter Sagan |
| Championnat du monde (CLM)              | 4         | Fabian Cancellara - Tony Martin                                                |
| Championnats d'Europe (course en ligne) | 1         | 9 coureurs                                                                     |
| Championnats d'Europe (CLM)             | 2         | Victor Campenaerts - Stefan Küng                                               |

### Championnats nationaux (course en ligne)
| Compétition                                     | Victoires | Détenteur du record             |
| ----------------------------------------------- | --------- | ------------------------------- |
| Championnats du Luxembourg                      | 12        | Nicolas Frantz                  |
| Championnats du Kirghizistan                    | 11        | Evgeny Vakker                   |
| Championnats de Émirats Arabes Unis             | 10        | Yousif Mirza                    |
| Championnats d'Italie                           | 9         | Costante Girardengo             |
| Championnats d'Antigua-et-Barbuda               | 9         | Jyme Bridges                    |
| Championnats de Taïwan                          | 9         | Feng Chun-kai                   |
| Championnats de Slovaquie                       | 8         | Peter Sagan                     |
| Championnats des Bermudes                       | 8         | Dominique Mayho                 |
| Championnats de Finlande                        | 8         | Raul Hellberg                   |
| Championnats de Ouzbékistan                     | 7         | Sergueï Lagoutine               |
| Championnats de Lettonie                        | 7         | Aleksejs Saramotins             |
| Championnats d'Islande                          | 7         | Ingvar Ómarsson                 |
| Championnats de Maroc                           | 6         | Adil Jelloul                    |
| Championnats du Portugal                        | 6         | Joaquim Agostinho               |
| Championnats d'Estonie                          | 6         | Jaan Kirsipuu                   |
| Championnats de Saint-Vincent-et-les-Grenadines | 6         | Zefal Bailey                    |
| Championnats de Suisse                          | 5         | Henri Suter - Ferdi Kübler      |
| Championnats du Danemark                        | 5         | Christian Pedersen              |
| Championnats de Norvège                         | 5         | Kurt Asle Arvesen               |
| Championnats de Grèce                           | 5         | Ioánnis Tamourídis              |
| Championnats de Nouvelle-Zélande                | 5         | Gordon McCauley                 |
| Championnats d'Algérie                          | 5         | Cherif Merabet - Azzedine Lagab |
| Championnats de Chypre                          | 5         | Andréas Miltiádis               |
| Championnats de Bulgarie                        | 5         | Ivaïlo Gabrovski                |
| Championnats de Serbie                          | 5         | Dušan Rajović                   |
| Championnats de Mongolie                        | 5         | Jamsran Ulzii-Orshikh           |

### Championnats nationaux (contre-la-montre)
| Compétition                          | Victoires | Détenteur du record  |
| ------------------------------------ | --------- | -------------------- |
| Championnats du Kirghizistan         | 11        | Evgeny Vakker        |
| Championnats d'Ouzbékistan           | 11        | Muradjan Halmuratov  |
| Championnats de Chypre               | 11        | Andréas Miltiádis    |
| Championnats d'Algérie               | 11        | Azzedine Lagab       |
| Championnats d'Allemagne             | 10        | Tony Martin          |
| Championnats de Suisse               | 10        | Fabian Cancellara    |
| Championnats de Finlande             | 10        | Harry Hannus         |
| Championnats de Norvège              | 10        | Edvald Boasson Hagen |
| Championnats de Grèce                | 10        | Ioánnis Tamourídis   |
| Championnats de Hongrie              | 10        | László Bodrogi       |
| Championnats de Lettonie             | 10        | Raivis Belohvoščiks  |
| Championnats de Turquie              | 10        | Ahmet Örken          |
| Championnats d'Estonie               | 9         | Jaan Kirsipuu        |
| Championnats d'Afrique du Sud        | 9         | Daryl Impey          |
| Championnats des Émirats Arabes Unis | 9         | Yousif Mirza         |
| Championnats du Luxembourg           | 9         | Bob Jungels          |

### Porteur des différents maillots des six championnats
Dans le peloton, les six maillots distinctifs des championnats sont : 
- les maillots arc-en-ciel de champion du monde pour la course en ligne et le contre-la-montre,
- les maillots de champion continental (Europe, Amérique, Afrique, ...) pour la course en ligne et le contre-la-montre,
- les maillots de champion national pour la course en ligne et le contre-la-montre.

| Nom             | Maillots différents | Titres | Descriptifs |
| --------------- | ------------------- | ------ | --- |
| Remco Evenepoel | 5                   | 7      | Monde: course en ligne 2022, clm 2023 et 2024, Europe: clm 2019, Belgique: course en ligne 2023, clm 2022 et 2025 |

### Autres records

#### Récompenses
| Compétition                     | Victoires | Détenteur du record                                                                                 |
| ------------------------------- | --------- | --------------------------------------------------------------------------------------------------- |
| Vélo d'or (depuis 1992)         | 4         | Alberto Contador                                                                                    |
| Mendrisio d'or (de 1972 à 2017) | 2         | Bernard Hinault - Tony Rominger - Paolo Bettini - Fabian Cancellara - Eddy Merckx - Vincenzo Nibali |

#### Victoires dans les Grands Tours
| Nom              | Victoires | Descriptifs |
| ---------------- | --------- | --- |
| Eddy Merckx      | 11        | 5 Tour de France (1969, 1970, 1971, 1972, 1974), 5 Tour d'Italie (1968, 1970, 1972, 1973, 1974), 1 Tour d'Espagne (1973) |
| Bernard Hinault  | 10        | 5 Tour de France (1978, 1979, 1981, 1982, 1985), 3 Tour d'Italie (1980, 1982, 1985), 2 Tour d'Espagne (1978, 1983)       |
| Jacques Anquetil | 8         | 5 Tour de France (1957, 1961, 1962, 1963, 1964), 2 Tour d'Italie (1960, 1964), 1 Tour d'Espagne (1963)                   |
| Fausto Coppi     | 7         | 2 Tour de France (1949, 1952), 5 Tour d'Italie (1940, 1947, 1949, 1952, 1953)                                            |
| Miguel Indurain  | 7         | 5 Tour de France (1991, 1992, 1993, 1994, 1995), 2 Tour d'Italie (1992, 1993)                                            |
| Chris Froome     | 7         | 4 Tour de France (2013, 2015, 2016, 2017), 1 Tour d'Italie (2018), 2 Tour d'Espagne (2011, 2017)                         |
| Alberto Contador | 7         | 2 Tour de France (2007, 2009), 2 Tour d'Italie (2008, 2015), 3 Tour d'Espagne (2008, 2012, 2014)                         |

#### Victoires d'étapes dans les trois Grands Tours
| Cycliste            | Victoire d'étape sur le Tour de France | Victoire d'étape sur le Tour d'Italie | Victoire d'étape sur le Tour d'Espagne | Total |
| ------------------- | -------------------------------------- | ------------------------------------- | -------------------------------------- | ----- |
| Eddy Merckx         | 34                                     | 24                                    | 6                                      | 64    |
| Mario Cipollini     | 12                                     | 42                                    | 3                                      | 57    |
| Mark Cavendish      | 35                                     | 17                                    | 3                                      | 55    |
| Alessandro Petacchi | 6                                      | 22                                    | 20                                     | 48    |
| Alfredo Binda       | 2                                      | 41                                    | 0                                      | 43    |
| Bernard Hinault     | 28                                     | 6                                     | 7                                      | 41    |

#### Victoires dans les classiques Monuments
| Nom                  | Victoires | Descriptifs                                                                                         |
| -------------------- | --------- | --------------------------------------------------------------------------------------------------- |
| Eddy Merckx          | 19        | 7 Milan-San Remo, 2 Tour des Flandres, 3 Paris-Roubaix, 5 Liège-Bastogne-Liège, 2 Tour de Lombardie |
| Roger De Vlaeminck   | 11        | 3 Milan-San Remo, 1 Tour des Flandres, 4 Paris-Roubaix, 1 Liège-Bastogne-Liège, 2 Tour de Lombardie |
| Costante Girardengo  | 9         | 6 Milan-San Remo, 3 Tour de Lombardie                                                               |
| Fausto Coppi         | 9         | 3 Milan-San Remo, 1 Paris-Roubaix, 5 Tour de Lombardie                                              |
| Sean Kelly           | 9         | 2 Milan-San Remo, 2 Paris-Roubaix, 2 Liège-Bastogne-Liège, 3 Tour de Lombardie                      |
| Tadej Pogačar        | 9         | 2 Tour des Flandres, 3 Liège-Bastogne-Liège, 4 Tour de Lombardie                                    |
| Rik Van Looy         | 8         | 1 Milan-San Remo, 2 Tour des Flandres, 3 Paris-Roubaix, 1 Liège-Bastogne-Liège, 1 Tour de Lombardie |
| Mathieu van der Poel | 8         | 2 Milan-San Remo, 3 Tour des Flandres, 3 Paris-Roubaix                                              |

#### Victoires dans les 3 Grands Tours + les 5 classiques Monuments + la course en ligne des Championnats du Monde
Total des victoires remportées dans les 9 courses annuelles les plus importantes du cyclisme sur route.
| Nom             | Victoires | Descriptifs                                            |
| --------------- | --------- | ------------------------------------------------------ |
| Eddy Merckx     | 33        | 11 Grands Tours, 19 Monuments, 3 Championnats du Monde |
| Fausto Coppi    | 17        | 7 Grands Tours, 9 Monuments, 1 Championnat du Monde    |
| Bernard Hinault | 16        | 10 Grands Tours, 5 Monuments, 1 Championnat du Monde   |
| Tadej Pogačar   | 15        | 5 Grands Tours, 9 Monuments, 1 Championnat du Monde    |
| Alfredo Binda   | 14        | 5 Grands Tours, 6 Monuments, 3 Championnats du Monde   |
| Gino Bartali    | 12        | 5 Grands Tours, 7 Monuments, 0 Championnat du Monde    |

#### Victoires en cyclisme sur route
Nombre total de victoires sur toute course cycliste sur route (courses d'un jour, étapes, classements généraux).
| Nom                | Victoires |
| ------------------ | --------- |
| Eddy Merckx        | 279       |
| Mark Cavendish     | 165       |
| Mario Cipollini    | 163       |
| Roger De Vlaeminck | 162       |
| Rik Van Looy       | 159       |
| Sean Kelly         | 159       |
| André Greipel      | 158       |

#### Autres records
| Compétition                                                                                    | Vainqueurs | Détenteurs du record |
| ---------------------------------------------------------------------------------------------- | ---------- | --- |
| Vainqueur des 3 Grands Tours + des 5 Monuments + de la course en ligne du Championnat du monde | 1          | Eddy Merckx |
| Vainqueur des 3 Grands Tours + de la course en ligne du Championnat du monde                   | 3          | Eddy Merckx - Felice Gimondi - Bernard Hinault |
| Vainqueur des 3 grands Tours : Tour de France, Tour d'Italie, Tour d'Espagne                   | 7          | Jacques Anquetil - Felice Gimondi - Eddy Merckx Bernard Hinault - Alberto Contador - Vincenzo Nibali - Christopher Froome                                                                         |
| Vainqueur du classement par points sur les 3 Grands Tours                                      | 5          | Eddy Merckx - Djamolidine Abdoujaparov - Laurent Jalabert - Alessandro Petacchi - Mark Cavendish                                                                                                  |
| Vainqueur du plus grand nombre de classements par points sur les Grands Tours                  | 1          | Erik Zabel (9) |
| Vainqueur du classement du meilleur grimpeur sur les 3 Grands Tours                            | 2          | Federico Bahamontes - Luis Herrera |
| Vainqueur du plus grand nombre de classements du meilleur grimpeur sur les Grands Tours        | 2          | Gino Bartali - Federico Bahamontes (9) |
| 4 maillots distinctifs sur un grand tour (Général, points, montagne, Metas Volantes)           | 1          | Eddy Merckx (Tour d'Espagne 1973) |
| Les 3 maillots distinctifs sur un grand tour (Général, points, montagne)                       | 3          | Eddy Merckx (Tour d'Italie 1968, Tour de France 1969) Tony Rominger (Tour d'Espagne 1993) Laurent Jalabert (Tour d'Espagne 1995)                                                                  |
| Les 3 maillots distinctifs sur un grand tour (Général, montagne, jeunes)                       | 1          | Tadej Pogačar (Tour de France 2020, Tour de France 2021) |
| Vainqueur des 5 Monuments                                                                      | 3          | Rik Van Looy - Eddy Merckx - Roger de Vlaeminck |
| Vainqueur de 4 Monuments différents                                                            | 6          | Louison Bobet - Germain Derijcke - Alfred De Bruyne - Hennie Kuiper - Sean Kelly - Philippe Gilbert                                                                                               |
| Vainqueur des 5 Monuments + la course en ligne du Championnat du monde                         | 2          | Rik Van Looy - Eddy Merckx |
| Vainqueur d'au moins un Grand Tour + un Monument + une course en ligne du Championnat du monde | 12         | Alfredo Binda - Fausto Coppi - Louison Bobet - Ferdi Kübler - Jan Janssen - Eddy Merckx - Felice Gimondi - Bernard Hinault - Francesco Moser - Giuseppe Saronni - Remco Evenepoel - Tadej Pogačar |
| Vainqueur de la course en ligne et du contre-la-montre du Championnat du monde                 | 2          | Abraham Olano (1995, CLM 1998) - Remco Evenepoel (2022, CLM 2023 et 2024) |

#### Records sur une année
| Compétition                                                                                        | Vainqueurs | Détenteurs du record |
| -------------------------------------------------------------------------------------------------- | ---------- | --- |
| Vainqueur de 1 Grand Tour + un Monument + la course en ligne du Championnat du monde la même année | 5          | Alfredo Binda (1927) - Eddy Merckx (1971 - 2 Monuments) - Bernard Hinault (1980) - Remco Evenepoel (2022) - Tadej Pogačar (2024 - 2 Grands Tours plus 2 Monuments)                                                                                                |
| Vainqueur du plus grand nombre de Grands Tours + Monuments la même année                           | 1          | Eddy Merckx (1972: 5 victoires) |
| Vainqueur de 3 Monuments la même année                                                             | 1          | Eddy Merckx (1969, 1971, 1972, 1975) |
| Vainqueur de 2 Monuments + la course en ligne du Championnat du monde la même année                | 5          | Rik Van Looy (1961) - Eddy Merckx (1971 - 3 Monuments) - Tom Boonen (2005) - Mathieu van der Poel (2023) - Tadej Pogačar (2024) |
| Vainqueur de 2 Grands Tours la même année                                                          | 11         | Eddy Merckx (4x) - Bernard Hinault (3x) - Fausto Coppi (2x) - Jacques Anquetil (2x) - Miguel Indurain (2x) - Stephen Roche (1987) - Marco Pantani (1998) - Giovanni Battaglin (1981) - Alberto Contador (2008) - Christopher Froome (2017) - Tadej Pogačar (2024) |
| Vainqueur de 2 Grands Tours + 2 Monuments la même année                                            | 3          | Fausto Coppi (1949) - Eddy Merckx (1972, 1973) - Tadej Pogačar (2024) |
| Vainqueur de 2 Grands Tours + la course en ligne du Championnat du monde la même année             | 3          | Eddy Merckx (1974) - Stephen Roche (1987) - Tadej Pogačar (2024) |
| Vainqueur d'étapes dans les 3 grands Tours la même année                                           | 3          | Miguel Poblet (1956) - Pierino Baffi (1958) - Alessandro Petacchi (2003) |
| Porteur du maillot de leader de Grands Tours le plus de jours la même année                        | 1          | Tadej Pogačar (2024, 39 jours) |
| Vainqueur de plus d'étapes sur les Grands Tours la même année                                      | 1          | Freddy Maertens (1977, 20 étapes) |

## Cyclisme sur piste

### Championnats du monde
| Compétition            | Victoires | Détenteur du record                                                                            |
| ---------------------- | --------- | ---------------------------------------------------------------------------------------------- |
| Vitesse                | 10        | Kōichi Nakano                                                                                  |
| Vitesse par équipes    | 9         | Arnaud Tournant                                                                                |
| Keirin                 | 4         | Chris Hoy                                                                                      |
| Kilomètre              | 4         | Lothar Thoms - Arnaud Tournant - Chris Hoy - Stefan Nimke - François Pervis - Jeffrey Hoogland |
| Poursuite              | 6         | Filippo Ganna                                                                                  |
| Poursuite par équipes  | 4         | 9 coureurs                                                                                     |
| Course à l'américaine  | 3         | Joan Llaneras - Mark Cavendish - Morgan Kneisky - Michael Mørkøv - Roger Kluge                 |
| Course aux points      | 8         | Urs Freuler                                                                                    |
| Course scratch         | 2         | Franco Marvulli - Alex Rasmussen - Yauheni Karaliok                                            |
| Course à l'élimination | 2         | Elia Viviani                                                                                   |
| Demi-fond              | 6         | Guillermo Timoner                                                                              |
| Omnium                 | 2         | Fernando Gaviria - Benjamin Thomas - Ethan Hayter                                              |
| Tandem                 | 4         | Vladimír Vačkář - Miroslav Vymazal - Fabrice Colas - Frédéric Magné                            |

## Cyclo-cross

### Championnats internationaux
| Compétition          | Victoires | Détenteur du record                      |
| -------------------- | --------- | ---------------------------------------- |
| Championnat du monde | 7         | Eric De Vlaeminck - Mathieu van der Poel |

### Championnats nationaux
| Compétition                     | Victoires | Détenteur du record |
| ------------------------------- | --------- | ------------------- |
| Championnats d'Irlande          | 18        | Robin Seymour       |
| Championnats du Danemark        | 16        | Henrik Djernis      |
| Championnats d'Allemagne        | 14        | Rolf Wolfshohl      |
| Championnats du Luxembourg      | 12        | Claude Michely      |
| Championnats d'Italie           | 12        | Renato Longo        |
| Championnats de Pologne         | 12        | Marek Konwa         |
| Championnats de Grande-Bretagne | 12        | John Atkins         |
| Championnats d'Autriche         | 11        | Peter Presslauer    |
| Championnats de Belgique        | 10        | Roland Liboton      |
| Championnats d'Islande          | 10        | Ingvar Ómarsson     |
| Championnats des Pays-Bas       | 9         | Hennie Stamsnijder  |
| Championnats de France          | 9         | Francis Mourey      |
| Championnats de Suisse          | 9         | Albert Zweifel      |
| Championnats de Tchéquie        | 8         | Michael Boroš       |

## VTT

### Championnats internationaux
| Compétition          | Victoires | Détenteur du record |
| -------------------- | --------- | ------------------- |
| Championnat du monde | 10        | Nino Schurter       |

### Championnats nationaux cross-country
| Compétition                      | Victoires | Détenteur du record          |
| -------------------------------- | --------- | ---------------------------- |
| Championnats de France           | 14        | Julien Absalon               |
| Championnats de Hongrie          | 14        | András Parti                 |
| Championnats d'Argentine         | 13        | Catriel Soto                 |
| Championnats de Grèce            | 12        | Periklís Ilías               |
| Championnats de Pologne          | 10        | Marek Galiński               |
| Championnats des Pays-Bas        | 10        | Bart Brentjens               |
| Championnats d'Espagne           | 10        | David Valero                 |
| Championnats de Nouvelle-Zélande | 10        | Anton Cooper                 |
| Championnats de Suisse           | 9         | Nino Schurter                |
| Championnats du Japon            | 9         | Kohei Yamamoto               |
| Championnats d'Australie         | 8         | Daniel McConnell             |
| Championnats du Danemark         | 8         | Sebastian Fini               |
| Championnats du Canada           | 7         | Geoff Kabush                 |
| Championnats de Tchéquie         | 7         | Jaroslav Kulhavý Ondřej Cink |
| Championnats de Colombie         | 7         | Fabio Castañeda              |
| Championnats d'Allemagne         | 7         | Lado Fumic                   |

## Gravel
Aucun coureur n'a été champion du monde de gravel plus d'une fois.